# John Boye
John Boye (Accra, 23 aprile 1987) è un ex calciatore ghanese, di ruolo difensore.

## Caratteristiche tecniche
Boye è un difensore centrale molto rapido, abile nel tackle e nell'uno contro uno. Dotato di un buon fiuto per il gol, Boye è considerato per il suo carisma un leader naturale.

## Carriera

### Club
Il 20 agosto 2015 Boye si accorda per due anni col Sivasspor Kulübü, militante nella Süper Lig turca.
Il 21 giugno 2018 Boye, svincolatosi dal Sivasspor Kulübü, firma un contratto di due anni con il Metz. A Metz Boye ritrova l'allenatore che lo aveva lanciato al Rennes nel 2011, Frédéric Antonetti. Realizza il suo primo gol con la maglia granata il 19 aprile 2019, sbloccando il risultato nella partita vinta contro il Gazélec Ajaccio per 0-2.
Nei due anni successivi Boye contribuisce alla doppia salvezza del Metz in Ligue 1, dando solidità al reparto difensivo. Inoltre, a partire dalla stagione 2019-2020 diventa il nuovo capitano dei granata a seguito della perdita del posto di titolare per il capitano Renaud Cohade.
Al termine della stagione 2020-2021 Boye, in scadenza di contratto, in virtù di un accordo precedentemente siglato con la società che gli permetteva di lasciare il club qualora ne avesse trovato un altro disposto ad offrirgli un contratto triennale, lascia il club granata.

### Nazionale
Boye conta più di 60 presenze con la nazionale ghanese, con cui ha partecipato al mondiale 2014.

## Palmarès

### Club

#### Competizioni nazionali
- Ligue 2: 1

Metz: 2018-2019